# Gestión
Gestión es la manera ordenada de llevar a cabo las responsabilidades sobre un proceso productivo, esto puede ser empresarial o personal, lo que incluye:
- La preocupación por la disposición de los recursos y estructuras necesarias para que tenga lugar en el comercio.
- La coordinación de sus actividades (y correspondientes interacciones) y sus semejantes.

El término gestión es utilizado para referirse al conjunto de acciones, o diligencias que permiten la realización de cualquier actividad o deseo. Dicho de otra manera, una gestión se refiere a todos aquellos trámites que se realizan con la finalidad de resolver una situación o materializar un proyecto. En el entorno empresarial o comercial, la gestión es asociada con la administración de un negocio.
Según el marco de referencia Objetivos de control para la información y tecnologías relacionadas COBIT 5 (en inglés: Control Objectives for Information and related Technology), la gestión planifica, construye, ejecuta y controla actividades alineadas con la dirección establecida por el cuerpo de gobierno para alcanzar las metas empresariales y esfuerzos de las personas.

## Niveles
La mayoría de las organizaciones tienen tres niveles de gestión: gerentes de primer nivel (line managers en inglés), nivel medio (middle managers en inglés) y nivel superior (senior managers en inglés). Los gerentes de primera línea son el nivel más bajo de administración y administran el trabajo de personas no gerenciales que están directamente involucradas con la producción o creación de los productos de la organización. Los gerentes de primera línea a menudo se denominan supervisores, pero también pueden llamarse gerentes de línea, gerentes de oficina o incluso capataces. Los mandos intermedios incluyen todos los niveles de gestión entre el nivel de primera línea y el nivel superior de la organización. Estos gerentes administran el trabajo de gerentes de primera línea y pueden tener títulos como jefe de departamento, líder de proyecto, gerente de planta o gerente de división. Los altos directivos son responsables de tomar decisiones en toda la organización y establecer los planes y metas que afectan a toda la organización.
Estos gerentes están clasificados en una jerarquía de autoridad y realizan diferentes tareas. En muchas organizaciones, la cantidad de gerentes en cada nivel se asemeja a una pirámide. Cada nivel se explica a continuación en las especificaciones de sus diferentes responsabilidades y posibles puestos de trabajo.

### Superior
La capa superior de la administración está formada por la junta directiva o a veces denominada directorio (incluidos los directores no ejecutivos, directores ejecutivos y directores independientes), el presidente, el vicepresidente, los directores ejecutivos y otros miembros de los ejecutivos de nivel C. Las diferentes organizaciones tienen varios miembros en su C-suite, que pueden incluir un director financiero , un director de tecnología , etc. Son responsables de controlar y supervisar las operaciones de toda la organización. Establecen un "tono en la cima " y desarrollan planes estratégicos, políticas de la empresa y tomar decisiones sobre la dirección general de la organización. Además, los gerentes de alto nivel juegan un papel importante en la movilización de recursos externos. Los altos directivos son responsables ante los accionistas, el público en general y los organismos públicos que supervisan las corporaciones y organizaciones similares. Algunos miembros de la alta dirección pueden actuar como la cara pública de la organización y pueden hacer discursos para presentar nuevas estrategias o aparecer en marketing.
La junta directiva o directorio generalmente está compuesta principalmente por no ejecutivos que tienen un deber fiduciario con los accionistas y no están involucrados de cerca en las actividades diarias de la organización, aunque esto varía según el tipo (p. ej., pública versus privado), tamaño y cultura de la organización. Estos directores son teóricamente responsables por el incumplimiento de ese deber y, por lo general, están asegurados por un seguro de responsabilidad de directores y funcionarios. Se estima que los directores de Fortune 500 dedican 4,4 horas a la semana a las funciones del directorio, y la compensación media en Estados Unidos fue de 212.512 dólares en 2010. El directorio establece la estrategia corporativa, toma decisiones importantes, como adquisiciones importantes, y contrata, evalúa y despide al gerente de nivel director ejecutivo o director ejecutivo). El director ejecutivo suele contratar otros puestos. Sin embargo, ha aumentado la participación del directorio en la contratación de otros puestos, como el de director financiero (CFO). En 2013, una encuesta de más de 160 directores ejecutivos y directores de empresas públicas y privadas encontró que las principales debilidades de los directores ejecutivos eran "habilidades de tutoría " y "participación del directorio", y el 10% de las empresas nunca evaluó al director general. El directorio también puede hacer que ciertos empleados (por ejemplo, auditores internos) les informen o contraten directamente a contratistas independientes; por ejemplo, el directorio (a través del comité de auditoría ) normalmente selecciona al auditor .
Las habilidades útiles de la alta dirección varían según el tipo de organización, pero normalmente incluyen [27] un amplio conocimiento de la competencia, las economías mundiales y la política. Además, el CEO es responsable de implementar y determinar (dentro del marco de la junta) las políticas generales de la organización. La gerencia ejecutiva logra los detalles del día a día, que incluyen: instrucciones para la preparación de los presupuestos, procedimientos y cronogramas del departamento; nombramiento de ejecutivos de nivel medio, como gerentes de departamento; coordinación de departamentos; relaciones con los medios y el gobierno; y comunicación con los accionistas .

### Medio
Están formados por gerentes generales , gerentes de sucursales y gerentes de departamento. Son responsables ante la alta dirección de la función de su departamento. Dedican más tiempo a las funciones organizativas y direccionales. Sus roles pueden enfatizarse como ejecutar planes organizacionales de conformidad con las políticas de la empresa y los objetivos de la alta dirección, definen y discuten información y políticas desde la alta dirección hasta la dirección inferior y, lo más importante, inspiran y brindan orientación a los gerentes de nivel inferior hacia un mejor rendimiento.
La gerencia intermedia es la gerencia intermedia de una organización categorizada, siendo secundaria a la gerencia superior pero por encima de los niveles más profundos de miembros operativos. Un gerente operativo puede estar bien pensado por la gerencia intermedia o puede ser categorizado como operación no gerencial, sujeto a la política de la organización específica. La eficiencia del nivel medio es vital en cualquier organización, ya que cierra la brecha entre el personal de nivel superior y el de nivel inferior.
Sus funciones incluyen:
- Diseñar e implementar sistemas de información y trabajo grupales e intergrupales efectivos.
- Definir y monitorear indicadores de desempeño a nivel de grupo.
- Diagnosticar y resolver problemas dentro y entre grupos de trabajo.
- Diseñar e implementar sistemas de recompensa que apoyen el comportamiento cooperativo. También toman decisiones y comparten ideas con los altos directivos.

### Inferior
Los gerentes inferiores incluyen supervisores, jefes de sección, capataces y jefes de equipo. Se enfocan en controlar y dirigir a los empleados regulares. Por lo general, son responsables de asignar las tareas de los empleados, orientar y supervisar a los empleados en las actividades del día a día, garantizar la calidad y cantidad de la producción y / o el servicio, hacer recomendaciones y sugerencias a los empleados sobre su trabajo y canalizar las preocupaciones de los empleados que ellos no se puede resolver con gerentes de nivel medio u otros administradores. Los gerentes de primer nivel o de "primera línea" también actúan como modelos a seguir para sus empleados. En algunos tipos de trabajo, los gerentes de primera línea también pueden realizar algunas de las mismas tareas que hacen los empleados, al menos parte del tiempo. Por ejemplo, en algunos restaurantes, los gerentes de primera línea también atenderán a los clientes durante un período muy ocupado del día.
Los gerentes de primera línea suelen proporcionar:
- Capacitación para nuevos empleados
- Supervisión básica
- Motivación
- Orientación y comentarios sobre el desempeño

Algunos gerentes de primera línea también pueden proporcionar planificación de carrera para los empleados que pretenden ascender dentro de la organización.

## Conceptos
Las opiniones sobre la definición y el alcance de la gestión incluyen:
- Henri Fayol (1841-1925) afirmó: "Gestionar es pronosticar y planificar, organizar, mandar, coordinar y controlar".[5]
- El economista austriaco Fredmund Malik (1944–) define la gestión como "la transformación de recursos en utilidad".[6]
- el filósofo francés Ghislain Deslandes define la gestión como "una fuerza vulnerable, presionada para lograr resultados y dotada del triple poder de coacción, imitación e imaginación, que opera a nivel subjetivo, interpersonal, institucional y ambiental".[7]
- el consultor y abogado de engocios austriaco Peter F. Drucker (1909-2005) consideraba que la tarea básica de la gestión tenía dos vertientes: marketing e innovación. Sin embargo, la innovación también está vinculada al marketing (la innovación de productos es una cuestión central del marketing estratégico).[cita requerida] Drucker identifica el marketing como una esencia clave para el éxito empresarial, pero la gestión y el marketing generalmente se entienden [¿por quién?] como dos ramas diferentes de conocimientos en administración de empresas.

La gestión se considera, a veces, por algunos, como uno de los factores de producción, junto con la maquinaria, los materiales, el dinero y los trabajadores.

### Marco teórico
La gestión implica identificar la misión, el objetivo, los procedimientos, las reglas y la manipulación del capital humano de una empresa para contribuir al éxito de la misma. Los académicos se han centrado en la gestión de relaciones individuales organizacionales e interorganizacionales. Esto implica una comunicación efectiva: un entorno empresarial (a diferencia de un mecanismo físico o mecánico) implica motivación humana e implica algún tipo de progreso exitoso o resultado del sistema. Como tal, la gestión no es la manipulación de un mecanismo (máquina o programa automatizado), ni el pastoreo de animales, y puede ocurrir en una empresa o entorno legal o ilegal. Desde la perspectiva individual, la gestión no necesita verse únicamente desde el punto de vista empresarial, porque la gestión es una función esencial para mejorar la vida y las relaciones personales. Por lo tanto, la gestión está en todas partes y tiene una gama más amplia de aplicaciones. [se necesita aclaración] La comunicación y un esfuerzo positivo son dos aspectos principales, ya sea a través de la empresa o mediante la búsqueda independiente.[cita requerida] Planes, mediciones, herramientas psicológicas motivacionales, objetivos y medidas económicas (beneficios, etc.) pueden ser o no componentes necesarios para que haya gestión. Al principio, uno ve la gestión desde un punto de vista funcional, como medir cantidades, ajustar planes y alcanzar objetivos,[cita requerida] pero esto se aplica incluso en situaciones en las que no se lleva a cabo la planificación. Desde esta perspectiva, Henri Fayol  considera que la gestión consta de cinco funciones:
- planificación (previsión)
- organización
- mando
- coordinación
- control

En otra forma de pensar, la escritora, consultora y trabajadora social norteamericana Mary Parker Follett (1868-1933),  supuestamente definió la gestión como "el arte de conseguir hacer las cosas a través de las personas". Describió la gestión como una filosofía.
Los críticos,[¿cuáles?] sin embargo, encuentran esta definición útil pero demasiado estrecha. La frase "la gestión es lo que hacen los gerentes" aparece ampliamente, sugiriendo la dificultad de definir la gestión sin circularidad, la naturaleza cambiante de las definiciones[cita requerida] y la conexión de las prácticas gerenciales con la existencia de un cuadro gerencial o de una clase .
Un hábito de pensamiento considera la gestión como equivalente a la "administración de empresas" y, por tanto, excluye la gestión en ámbitos fuera del comercio, por ejemplo en organizaciones benéficas y en el sector público. En términos más generales, cada organización debe "gestionar" su trabajo, personas, procesos, tecnología, etc. para maximizar la eficacia.[cita requerida] Sin embargo, muchas personas se refieren a los departamentos universitarios que enseñan gestión como "escuelas de negocios". Algunas de estas instituciones (como la Escuela de Negocios de Harvard) utilizan ese nombre, mientras que otras (como la Escuela de Administración de Yale) emplean el término más amplio "gestión" (management).
Los angloparlantes también pueden utilizar el término "administración" (management) o "la gestión" (the management) como palabra colectiva que describe a los administradores de una organización, por ejemplo de una corporación. Históricamente, este uso del término a menudo contrastaba con el término mano de obra, que se refiere a aquellos que están siendo administrados

## Formación
La gestión se enseña en diferentes disciplinas en colegios y universidades. Los principales programas de grado en gestión destacados incluyen Gestión, Administración de Empresas y Administración Pública. Los científicos sociales estudian la gestión como disciplina académica, investigando áreas como la organización social, la adaptación organizacional y el liderazgo organizacional. En las últimas décadas, ha habido un movimiento a favor de la gestión basada en la evidencia.